# Edmodo
Edmodo是一個面向K-12學校和教師的教育技術平台，由尼克·博格（Nic Borg）、艾德·奧尼爾（Ed O'Neil）、傑夫·奧哈拉（Jeff O'Hara）以及克里斯托·哈特（Crystal Hutter）於2008年聯合創辦。
2018年4月8日，Edmodo宣佈被NetDragon以1.375億美元的現金和股票收購。2022年9月22日，該平臺被關停。

## 歷史
2013年，Edmodo被PCMag評為“教師最好應用程序”。 同年，Edmodo收購了一家創業公司Root-1，打算成為教育應用商店
。 Root-1聯合創始人兼首席執行維布·米塔爾（Vibhu Mittal）於次年成為Edmodo的首席執行官。
2014年，Edmodo發布了Snapshot，一個用於衡量學生在教育標準方面進展情況的評估工具。該公司還與牛津大學出版社和劍橋大學出版社合作，提供Edmodo平臺上教育內容的訪問權，並將Edmodo Snapshot引入英國。
2018年4月8日，Edmodo宣佈被NetDragon以1.375億美元的現金和股票收購。

## 數據泄露
2017年5月17日，Edmodo發送了一封電子郵件通知用戶，它是一次重大用戶信息黑客攻擊的受害者。大約有7700萬用戶的數據被洩露，其中包括用戶名，散列密碼和電子郵件地址（在一部分案例中，因為並非所有用戶都需要一個電子郵件地址來註冊）。由於密碼使用bcrypt算法進行散列運算和加密（加密），解密所有密碼的工作量將會非常大。根據該公司委託進行的一次外部審計，沒有任何學校數據受到影響的報告，也沒有任何身份被洩露。